# Diversidad sexual en Hong Kong
Las personas lesbianas, gays, bisexuales y transgénero (LGBT) en Hong Kong (una región administrativa especial de China) pueden enfrentar desafíos legales que no experimentan los residentes no LGBT.

## Historia
Después de la despenalización de la homosexualidad en el Reino Unido en 1967, hubo medidas para emprender una reforma similar en Hong Kong. El gobernador Murray MacLehose apoyó en privado los derechos de los homosexuales, pero él y otros sintieron que la comunidad local no apoyaría la despenalización.

## Legalidad de la actividad sexual entre personas del mismo sexo
Como colonia británica, las leyes penales de Hong Kong contra los actos homosexuales masculinos fueron inicialmente un reflejo de la ley británica, con una pena máxima de cadena perpetua. Durante las décadas de 1970 y 1980, hubo un debate público sobre si reformar o no la ley de acuerdo con los principios de derechos humanos. Como resultado, en 1991 el Consejo Legislativo acordó despenalizar las relaciones homosexuales privadas, adultas, no comerciales y consensuales.
No obstante lo anterior, se estableció una edad de consentimiento desigual (21 años para los hombres homosexuales y 16 años para los heterosexuales) y la ley guarda silencio sobre el lesbianismo. Los grupos de derechos LGBT presionaron al Consejo Legislativo para igualar la ley de edad de consentimiento, pero los legisladores conservadores les dijeron que la desigualdad legal era necesaria para proteger a los jóvenes y preservar la tradición. Se inició una demanda para impugnar ante los tribunales la edad desigual de consentimiento.
En 2005, el juez Hartmann concluyó que la edad desigual de consentimiento era inconstitucional según la Ordenanza sobre la Declaración de Derechos, violando el derecho a la igualdad. El fallo fue confirmado por la Corte de Apelaciones, pero las disposiciones no fueron eliminadas formalmente de la Ordenanza sobre Delitos (capítulo 200) hasta 2014.
El 30 de mayo de 2019, en el caso Yeung Chu Wing contra el Secretario de Justicia, el Tribunal Superior falló a favor de Yeung Chu-wing, un activista LGBT que presentó la demanda contra el gobierno en 2017, y anuló cuatro disposiciones más en virtud de la Ordenanza de Crímenes (Cap. 200) que impone penas más severas para los delitos cometidos por hombres homosexuales. Otras tres disposiciones fueron interpretadas correctivamente de manera que ya no discriminarían a los homosexuales. Abolió los delitos de "incitar a otros a cometer sodomía homosexual" y de "indecencia grave con o por un hombre menor de 16 años". También anuló la "indecencia grave de un hombre con un hombre fuera de lo privado" y la "procura de indecencia grave de un hombre con un hombre". Los tres delitos que ahora se aplican a ambos géneros son "sodomía homosexual con o por un hombre menor de 16 años", "indecencia grave por parte de un hombre con un hombre mentalmente incapacitado" y "permitir que un joven recurra o esté en un local o embarcación para tener relaciones sexuales, prostitución, sodomía o actos homosexuales". Esto se produce después de 20 años de activismo para cambiar estas leyes, en las que el gobierno se negó o las retrasó, pero el secretario de Justicia durante el juicio aceptó casi todos los cambios y estuvo de acuerdo en que estas leyes dirigidas a los hombres homosexuales son incompatibles con la Ley Básica.

## Reconocimiento de las relaciones entre personas del mismo sexo
En Hong Kong no se reconocen el matrimonio entre personas del mismo sexo ni las uniones civiles. No obstante, en junio de 2009, el Gobierno de Hong Kong amplió el reconocimiento y la protección limitados a las parejas del mismo sexo que cohabitan en virtud de la Ordenanza sobre Violencia Doméstica.
En 2013, el Tribunal Superior de Hong Kong dictaminó que una mujer transgénero puede casarse con su novio y le dijo al gobierno que tenían un año para redactar una ley que permitiera casarse a personas transexuales o transgénero después de una operación. En la primavera de 2014 se anunció que, aunque la ley aún no estaba terminada, los ciudadanos transgénero podrían empezar a casarse en julio. Algunos activistas de derechos humanos han expresado su descontento con la disposición de que una persona debe haberse sometido a una cirugía completa de cambio de género para recibir una licencia de matrimonio. El 17 de julio de 2014 se anunció que los ciudadanos transgénero podrían casarse y que la ley estaría terminada después del receso de verano. Algunos han afirmado que el retraso del borrador final fue algo positivo ya que la ley posterior tiene "muchos agujeros y ambigüedades".
En julio de 2018, la Jefa Ejecutiva de Hong Kong, Carrie Lam, señaló que el gobierno de Hong Kong no tiene planes de modificar la ley y aprobar el matrimonio entre personas del mismo sexo en un futuro próximo, tras un fallo histórico a favor de la solicitud de visa dependiente de una pareja del mismo sexo, y dijo que aunque el gobierno respetó el fallo del tribunal, el caso no era un desafío a la Ordenanza sobre el Matrimonio de Hong Kong y se refería únicamente a la política de inmigración de la ciudad. En marzo de 2019 reiteró su posición diciendo que el gobierno no estaba más cerca de legalizar el matrimonio entre personas del mismo sexo, diciendo que el tema todavía era "controvertido", pero indicó que un fallo judicial reciente sobre los acuerdos de inmigración para parejas del mismo sexo que se casaron en el extranjero "ayuda" a traer talento extranjero a la ciudad.
En mayo de 2019, el presidente de la Comisión de Igualdad de Oportunidades, Ricky Chu Man-kin, expresó su preferencia por un enfoque gradual, empezando por iniciativas contra la discriminación, y dijo que no presionaría al gobierno para que estableciera un calendario legislativo sobre el matrimonio entre personas del mismo sexo, pero instó a la comunidad a "cambiar de rumbo" a favor de un enfoque pragmático paso a paso para romper el "eterno estancamiento" en la lucha de la ciudad por los derechos LGBT. Dijo: "En lugar de centrarnos en debates abstractos e ideológicos sobre los que nunca podremos llegar fácilmente a un acuerdo, hagamos pequeños avances para abordar la discriminación en el lugar de trabajo, las escuelas y las instalaciones públicas".

### Visas conyugales
Una mujer británica (conocida como QT) demandó al Departamento de Inmigración después de que éste se negara a reconocer su unión civil en el Reino Unido y se negara a concederle una visa de dependiente. En febrero de 2015, un juez aceptó que el demandante había sido discriminado y trasladó el caso al Tribunal Superior de Hong Kong. El tribunal conoció el caso el 14 de mayo de 2015. Tras una prolongada deliberación, desestimó el caso en marzo de 2016. La mujer apeló ante la Corte de Apelaciones, que aceptó conocer del caso los días 15 y 16 de junio de 2017. La apelación fue encabezada por la abogada de derechos humanos Dinah Rose QC.
El 25 de septiembre de 2017, la Corte de Apelaciones revocó la desestimación del Tribunal Superior y falló a favor de la mujer, determinando que a su pareja (que trabaja en la ciudad) se le debería conceder una visa conyugal. Si bien la definición legal de matrimonio no fue cuestionada en la apelación, el juez principal Andrew Cheung escribió que "los tiempos han cambiado y un número cada vez mayor de personas ya no están dispuestas a aceptar el status quo sin un pensamiento crítico". El juez añadió que el departamento de inmigración no justificó la "discriminación indirecta a causa de la orientación sexual que sufre QT" y que "excluir al cónyuge o pareja civil legalmente casada (aunque del mismo sexo) de un trabajador extranjero... para unirse al trabajador es, obviamente, contraproducente para atraer al trabajador a venir o permanecer en Hong Kong". El tribunal ordenó a la mujer y al Departamento de Inmigración trabajar juntos en un acuerdo y presentarlo al tribunal en un plazo de 28 días.
El Departamento de Inmigración apeló el fallo ante la Corte de Apelación Final. El tribunal dictó su fallo el 4 de julio de 2018, fallando a favor del demandante y ordenando a las autoridades de inmigración otorgar visas conyugales a parejas del mismo sexo que anteriormente solo estaban disponibles para parejas heterosexuales. El panel de jueces, encabezado por el presidente del Tribunal Supremo Geoffrey Ma Tao-li, sostuvo que la "política [de no otorgar una visa] es contraproducente y claramente no está racionalmente conectada con el avance de [cualquier] objetivo de 'talento'" y rechazó el argumento del director de inmigración de que las uniones civiles difieren del matrimonio, diciendo que se basan en una "base inestable [y]... poco satisfactoria". El gobierno afirmó que respetaba el fallo del tribunal y que lo estudiaría en detalle. La sentencia entró en vigor el 19 de septiembre de 2018, cuando el director de Inmigración anunció que considerará favorablemente una solicitud de una persona que haya celebrado "una unión civil entre personas del mismo sexo, una unión civil entre personas del mismo sexo, un matrimonio entre personas del mismo sexo o una unión civil entre personas del mismo sexo o una unión civil entre personas del mismo sexo fuera de Hong Kong" para la entrada y residencia como dependiente, si la persona cumple con los requisitos normales de inmigración.

### Fiscalidad y beneficios conyugales
En 2014, el funcionario de inmigración de Hong Kong, Angus Leung Chun-kwong, se casó con su pareja del mismo sexo, Scott Adams, en Nueva Zelanda. Después de la boda, Leung intentó actualizar su estado civil ante la Oficina de Servicio Civil, que establece que los beneficios de los oficiales pueden extenderse a sus cónyuges. La Oficina, sin embargo, rechazó los intentos de Leung de extender estos beneficios a Adams, lo que provocó una impugnación legal. El 28 de abril de 2017, el Tribunal Superior de Hong Kong falló a favor de Leung. En su histórico fallo, el juez Anderson Chow Ka-ming calificó la política de la Oficina de "discriminación indirecta" y rechazó su afirmación de que tenía "que actuar de acuerdo con la ley matrimonial vigente en Hong Kong" y que extender los beneficios al cónyuge de Leung sería "socavar la integridad de la institución del matrimonio". Se suponía que el fallo entraría en vigor el 1 de septiembre de 2017 y habría ofrecido a las parejas del mismo sexo de empleados gubernamentales que se casaran en el extranjero los mismos beneficios que a las parejas heterosexuales. Sin embargo, en mayo el gobierno de Hong Kong apeló la sentencia. La Corte de Apelaciones comenzó a examinar el caso en diciembre de 2017 y falló en contra de la pareja el 1 de junio de 2018. La Corte dictaminó que existe un "objetivo legítimo" para proteger el matrimonio entre personas del sexo opuesto, argumentando que solo las parejas heterosexuales deberían disfrutar de la "libertad de matrimonio" y que las parejas del mismo sexo no deberían tener derecho matrimonial alguno. El Tribunal también afirmó que Leung y Adams no podían pagar impuestos como pareja. La pareja apeló la decisión ante el Tribunal de Apelación Final. La apelación se conoció el 7 de mayo de 2019. El 6 de junio de 2019, el Tribunal de Apelación Final revocó el fallo de la Corte de Apelaciones, sosteniendo que tanto la Oficina de la Función Pública como el Departamento de Hacienda habían discriminado ilegalmente a la pareja. El fallo entró en vigor el 19 de septiembre de 2018, cuando el gobierno de Hong Kong modificó su reglamento para permitir que las parejas del mismo sexo presenten declaraciones de impuestos conjuntas. Una portavoz del Departamento de Hacienda confirmó el cambio y dijo que las parejas casadas del mismo sexo podrían ahora presente la liquidación tributaria conjunta a través del sistema de presentación electrónica o en formato de papel. Los activistas LGBT elogiaron el cambio para las parejas casadas del mismo sexo, pero dijeron que también debería extenderse a aquellas personas que forman parejas civiles del mismo sexo.

### Desafíos legales
En enero de 2019, el Tribunal Superior de Hong Kong acordó escuchar dos impugnaciones sobre la negativa de la ciudad a reconocer el matrimonio entre personas del mismo sexo. Los dos desafíos legales separados fueron presentados por un estudiante de 21 años de la Universidad de Hong Kong, conocido como TF, y un activista de 31 años, conocido como STK, quienes argumentaron que la incapacidad de las parejas del mismo sexo para casarse violó su derecho a la igualdad según la Declaración de Derechos de la ciudad y la Ley Básica. El juez del caso dio licencia a las solicitudes para que fueran escuchadas por el tribunal, aunque las suspendió para escuchar primero otro caso que involucra a una lesbiana de 29 años, que busca que se implemente un sistema de unión civil en Hong Kong.

### Unión civil y matrimonio entre personas del mismo sexo y ciudadanos británicos (en el extranjero)
Ni el matrimonio entre personas del mismo sexo ni las uniones civiles registradas dentro o fuera de Hong Kong están reconocidos por la ley de Hong Kong. Sin embargo, muchos residentes de Hong Kong también son ciudadanos británicos (en el extranjero). En virtud de la aprobación de la Orden de Sociedades Civiles (Registro en el Extranjero y Certificados) de 2005 en el Reino Unido, todos los ciudadanos británicos, incluidos los ciudadanos británicos (en el extranjero), pueden registrar sociedades civiles en un número limitado de consulados o embajadas británicas en el extranjero. Así, las parejas LGBT de Hong Kong, en las que uno de los miembros tiene estatus nacional británico, disfrutan del derecho a registrar uniones civiles en los consulados británicos en 22 países.
La gestión del registro de una sociedad civil en un consulado británico generalmente lleva al menos un mes y debe realizarse en persona en el país donde se encuentra el consulado. Aquellos cuyos pasaportes nacionales británicos (de ultramar) hayan expirado o que ya no tengan un pasaporte válido deben solicitar una renovación antes de organizar el registro de sociedad civil en un consulado británico. El Consulado General Británico en Hong Kong se abstiene de brindar tal servicio a los ciudadanos británicos porque la ley del Reino Unido exige que se respete la objeción del gobierno de Hong Kong. Por lo tanto, los ciudadanos británicos pueden solicitar una ceremonia de unión civil entre personas del mismo sexo en los consulados o embajadas británicas en los siguientes 22 países:
| Oceanía           | Australia  |           |          |           |              |         |          |          |
| América del Norte | Costa Rica | Guatemala |          |           |              |         |          |          |
| América del Sur   | Argentina  | Colombia  | Perú     | Uruguay   | Venezuela    |         |          |          |
| Asia              | Israel     | Japón     | Mongolia | Filipinas | Turkmenistán | Vietnam |          |          |
| Europa            | Austria    | Bulgaria  | Croacia  | Hungría   | Irlanda      | Letonia | Moldavia | Portugal |

### Caso judicial de sociedades civiles
En junio de 2018, argumentando que se había violado su derecho a la privacidad y la igualdad, lo que equivalía a una violación de la Ley Básica y la Ordenanza sobre la Declaración de Derechos de Hong Kong, una mujer lesbiana de Hong Kong conocida como "MK" demandó al gobierno de Hong Kong por negarle el otorgamiento del derecho a formar una unión civil con su pareja femenina. El Tribunal Superior escuchó el caso en una breve audiencia preliminar de 30 minutos en agosto de 2018. En abril de 2019, un juez rechazó una oferta de la Diócesis Católica de Hong Kong y otros grupos conservadores para unirse al litigio y dictaminó que el tribunal no puede arbitrar sobre cuestiones sociales o teológicas y trabaja únicamente sobre consideraciones jurídicas, ya que el abogado de la diócesis católica afirmó que el resultado del caso judicial podría conducir a una "discriminación inversa" y crear un efecto paralizador en la Iglesia. El caso se conoció los días 28 y 29 de mayo de 2019. Durante las audiencias, Stewart Wong, un abogado del gobierno, defendió la ley existente, diciendo: "No todas las diferencias de trato son ilegales. Se supone que no se deben tratar los casos desiguales por igual. Reconocer una forma alternativa de relaciones entre personas del mismo sexo que decimos que equivale a [matrimonio] es socavar la institución tradicional del matrimonio y la familia constituida por tal matrimonio". Argumentando que las uniones civiles conllevan los mismos derechos legales que un matrimonio, pero generalmente no incluyen la ceremonia ni los intercambios de votos matrimoniales. Esto hace que el matrimonio y las uniones civiles sean efectivamente idénticos "en esencia", dijo el abogado del gobierno, explicando por qué el gobierno se había opuesto a ambos para parejas del mismo sexo.
En octubre de 2019, el Tribunal de Primera Instancia falló en contra de MK, confirmando la ley matrimonial existente y continuando negando las uniones civiles a parejas del mismo sexo. El juez Anderson Chow escribió: "En mi opinión, las pruebas ante el tribunal no son lo suficientemente sólidas ni convincentes para demostrar que las necesidades y circunstancias sociales cambiantes o contemporáneas en Hong Kong son tales que requerirían la palabra 'matrimonio' en el artículo de la Ley Fundamental 37 debe interpretarse como que incluye un matrimonio entre dos personas del mismo sexo", y que el gobierno no tenía obligación legal de proporcionar arreglos sustitutos a parejas del mismo sexo, como uniones civiles. Añadió que "si debería o no haber un marco legal para el reconocimiento de las relaciones entre personas del mismo sexo es esencialmente una cuestión de legislación", lo que significa que la cuestión era más adecuada para el Consejo Legislativo de Hong Kong.

### Moción legislativa de uniones civiles
En noviembre de 2018, el legislador abiertamente gay Raymond Chan Chi-chuen propuso una moción para estudiar las uniones civiles de parejas del mismo sexo, pero fue rechazada por 27 votos contra 24.

### Vivienda pública
El 4 de marzo de 2020, el Tribunal Superior declaró ilegal e inconstitucional la política del gobierno de Hong Kong de negar a las parejas del mismo sexo legalmente casadas el derecho a solicitar vivienda pública.

## Adopción y paternidad
Desde 2021, la adopción de hijastros ha sido confirmada para parejas del mismo sexo mediante un caso del Tribunal de Primera Instancia en AA contra BB (también conocido como S contra KG) que otorgó a una pareja de lesbianas derechos de tutela sobre sus dos hijos tras la separación de la pareja. El caso ha establecido un mecanismo judicial para que las parejas obtengan la igualdad de derechos parentales. El tribunal dictaminó que, tras la ruptura de la relación, a la madre no biológica se le debía conceder la custodia compartida, el cuidado compartido y los derechos de tutela de sus hijos, a pesar de no estar legalmente reconocida como madre de los niños. Bajo el Capítulo 13 de la Ordenanza sobre Tutela de Menores, la legislación permite que la jurisdicción del Tribunal de Primera Instancia tenga pleno control sobre el nombramiento o la destitución de tutores.

## Protecciones contra la discriminación
La Ordenanza sobre la Declaración de Derechos de Hong Kong (en chino: 香港人權法案條例; pinyin: Xiānggǎng Rénquán Fǎ'àn Tiáolì) se utilizó para eliminar la discriminación en la edad de consentimiento en el caso Leung TC William Roy contra el Secretario de Justicia (2005). Sin embargo, esto no protege contra la discriminación gubernamental en servicios y bienes. Desde la década de 1990, los grupos de derechos LGBT han presionado al Consejo Legislativo para que promulgue leyes de derechos civiles que incluyan la orientación sexual, pero sin éxito.
En 1993, la exlegisladora Anna Wu propuso un proyecto de ley de igualdad de oportunidades a través de un proyecto de ley de un miembro privado para prohibir la discriminación por diversos motivos, incluidos el sexo, la discapacidad, la edad, la raza y la sexualidad. Su esfuerzo no dio ningún resultado hasta 1995, cuando se promulgó la ley de igualdad de oportunidades. Sin embargo, la sexualidad no fue incluida en la aprobación del proyecto de ley.
En 2016, los esfuerzos de la Comisión de Igualdad de Oportunidades para incitar al gobierno a promulgar legislación contra la discriminación basada en la orientación sexual y la identidad de género fracasaron. La comisión hizo una propuesta a la administración luego de una encuesta del mismo año, que encontró que el 55,7% de la gente en Hong Kong respaldaba tales protecciones.
En junio de 2019, Ricky Chu Man-kin, jefe de la Comisión de Igualdad de Oportunidades, dice que tiene la intención de agregar protecciones contra la discriminación basada en la orientación sexual y la identidad de género a las leyes existentes. Dijo que su enfoque implicaría insertar protecciones en las leyes existentes en lugar de abogar por una legislación general, como en el pasado. Planea redactar proyectos de ley y perfeccionarlos después de escuchar las opiniones de los partidos de oposición antes de presentarlos al gobierno.

## Identidad y expresión de género
El travestismo per se no es ilegal. La ley de Hong Kong permite el cambio de documentos legales como el documento de identidad y el pasaporte, pero no permite cambiar el certificado de nacimiento. Históricamente, tal cambio ha requerido una cirugía de reasignación de sexo que incluye la extirpación de órganos reproductivos, lo que efectivamente deja a la persona estéril a cambio del reconocimiento legal de su identidad de género.
Sin embargo, esta política fue declarada inconstitucional en febrero de 2023 en Tse contra Comisionado de Registro, en el que el Tribunal de Apelación Final determinó que el requisito de una cirugía de reasignación de sexo completa violaba el derecho a la privacidad de las personas transgénero en virtud del artículo 14 de la Declaración de Derechos. El gobierno aún tiene que publicar su nueva política tras la decisión del tribunal superior. El 13 de mayo de 2013, el Tribunal de Apelación Final de Hong Kong dictaminó que una mujer transexual tiene derecho a casarse con su novio de su género afirmado.
El 16 de septiembre de 2013, Eliana Rubashkyn fue discriminada y abusada sexualmente por funcionarios de aduanas del aeropuerto de Hong Kong, lo que obligó a organizaciones internacionales como las Naciones Unidas y ONGs de Hong Kong a brindar asistencia como refugiada que se convirtió en apátrida. Soportó un registro corporal invasivo durante más de nueve horas.
En 2019, tres personas transgénero que se identifican como hombres perdieron su intento legal de ser reconocidas como tales en sus documentos de identidad de Hong Kong. Al tiempo que expresaba su simpatía, el juez del Tribunal Superior, Thomas Au Hing-cheung, falló en contra de los tres solicitantes, Henry Tse, Q y R, quienes han sido reconocidos legalmente como hombres por el gobierno británico pero no pueden cambiar su género en sus tarjetas de identificación de Hong Kong. El juez dijo que un cambio completo de sexo sería la única "forma viable" para que el gobierno local determine el género de una persona. Aunque el trío, todos nacidos mujeres, se identifican como hombres, les extirparon los senos y se sometieron a terapia hormonal, todos todavía tienen el útero y los ovarios, que fue el punto de discordia en sus impugnaciones legales contra el comisionado de registro de la ciudad.
En febrero de 2023, el Tribunal de Apelación Final dictaminó que los requisitos quirúrgicos del gobierno eran inconstitucionales e inaceptablemente gravosos. La sentencia se implementó en abril de 2024, aunque aún se requiere un tratamiento quirúrgico selecto para modificar las características sexuales para un cambio en el marcador de identificación, así como análisis de sangre hormonales.

## Condiciones de vida
Junto con varios clubes nocturnos gay, anualmente se celebran festivales del orgullo LGBT, así como otros eventos sociales, incluido el Festival de Cine Gay y Lésbico de Hong Kong. En cada Día Internacional contra la Homofobia, la Transfobia y la Bifobia (IDAHOTB), se realiza una procesión por las calles de Hong Kong para mostrar solidaridad. La primera procesión de IDAHOTB se celebró en 2005. La participación política también se ha vuelto más común en los últimos años. Varios legisladores destacados han asistido a la procesión de IDAHOTB y del orgullo LGBT para mostrar solidaridad con la comunidad LGBT.
Como el gobierno no puede discriminar a las personas LGBT, según lo estipulado en la Declaración de Derechos, no se puede obstaculizar legalmente el acceso de las personas LGBT a los servicios proporcionados por el gobierno de Hong Kong. Por ejemplo, al solicitar la Asignación por Buscador de Empleo (Asignación Integral de Seguridad Social) sin base de cotización, se debe satisfacer el componente de prueba de recursos. Para satisfacer el componente de prueba de recursos, el Departamento de Bienestar Social tiene en cuenta los ingresos de los miembros de la familia que viven juntos, independientemente de su orientación sexual.
En mayo de 2019, la Autoridad Aeroportuaria de Hong Kong y MTR Corporation prohibieron un anuncio de Cathay Pacific en el que aparecía una pareja del mismo sexo y dos hombres paseando de la mano por una playa. Ambos revocaron su posición un día después de la crítica pública generalizada y la indignación por la prohibición, que fue mostrada días después.

### Representación en los medios
Desde la década de 1990, varias películas de Hong Kong han tenido personajes o temas LGBT. Sin embargo, la programación televisiva ha tendido en gran medida a evitar personajes o temas LGBT. En 2006, Radio Television Hong Kong (RTHK) transmitió una película para televisión llamada Gay Lovers, que recibió críticas de los conservadores sociales por "alentar" a las personas a convertirse en homosexuales. En 2007, la Autoridad de Radiodifusión dictaminó que el programa Gay Lovers producido por RTHK era "injusto, parcial y parcial hacia la homosexualidad, y tenía el efecto de promover la aceptación del matrimonio homosexual". El 5 de mayo de 2008, el juez Michael Hartmann anuló el fallo de la Autoridad de Radiodifusión de que se consideraba que la discusión del programa sobre el matrimonio entre personas del mismo sexo había violado las pautas de transmisión al no incluir opiniones contra los homosexuales.
A medida que las actitudes sociales se han vuelto más abiertas y tolerantes en Hong Kong, más artistas y personas prominentes se han abierto a hablar públicamente sobre su orientación sexual. Chet Lam, un cantante folk de Hong Kong, salió del armario al público a través de una entrevista con The Advocate. En abril de 2012, el conocido artista Anthony Wong Yiu Ming se declaró gay durante una de sus series de conciertos y los fanáticos le dieron una respuesta muy positiva.
En septiembre de 2012, el legislador recién elegido Ray Chan Chi-chuen, expresentador de radio y televisión, reveló al Oriental Daily que es gay, lo que lo convirtió en el primer legislador abiertamente gay en la Gran China. La cobertura de los medios locales sobre su declaración de homosexualidad fue en gran medida positiva.
El 10 de noviembre de 2012, Denise Ho anunció su orientación sexual en el escenario del evento "Dare to Love" durante la Marcha del Orgullo Gay de Hong Kong 2012. Se hacía llamar "tongzhi" (同志), una palabra del argot chino para gay. Es la primera cantante femenina convencional en Hong Kong en salir del armario.

### Opinión pública
Las encuestas de opinión muestran una tendencia hacia un creciente apoyo público a la igualdad LGBT. En una encuesta de 2013 realizada por la Universidad de Hong Kong, el 33,3% de los encuestados apoyaba el matrimonio entre personas del mismo sexo, mientras que el 43% se oponía. Otra encuesta realizada por el Partido Liberal mostró que el 29% apoyaba el matrimonio entre personas del mismo sexo, mientras que el 59% estaba en contra.
Una encuesta realizada por la Universidad de Hong Kong en 2014 mostró que el 27% apoyaba el matrimonio entre personas del mismo sexo, mientras que el 12% decía estar algo de acuerdo. Al mismo tiempo, la misma encuesta encontró que el 74% de los encuestados estaban de acuerdo en que las parejas del mismo sexo deberían tener los mismos derechos o algunos de los que disfrutan las parejas heterosexuales.
Una encuesta de la Universidad de Hong Kong de 2017 encontró que el 50,4% de los encuestados apoyaba el matrimonio entre personas del mismo sexo.
Una encuesta de la Universidad China de Hong Kong (CUHK) de 2019 encontró que el 60% estaba de acuerdo y el 12% en desacuerdo en que debería haber mayores protecciones legales contra la discriminación para las personas de diferentes orientaciones sexuales, un aumento en el apoyo del 56% de acuerdo y el 35% en desacuerdo en 2016. La encuesta encontró que el 49% estuvo de acuerdo y el 23% en desacuerdo con que un homosexual debería poder casarse con su pareja. Sin embargo, cuando la pregunta se planteó en términos del reconocimiento legal del matrimonio entre personas del mismo sexo, el 44% estuvo de acuerdo y el 27% no estuvo de acuerdo. La encuesta también encontró que el 54% reaccionaría negativamente y el 10% positivamente si una empresa se opusiera abiertamente a las leyes contra la discriminación.
Tras el reconocimiento por parte de Taiwán del matrimonio entre personas del mismo sexo, el 49% vio el desarrollo de manera positiva y el 16% de manera negativa.
Los jóvenes y las personas no religiosas tenían más probabilidades de apoyar una ordenanza contra la discriminación y el matrimonio entre personas del mismo sexo.
Una encuesta del Instituto de Investigación de Opinión Pública de 2022 encargada por Pink Alliance encontró que entre los residentes de 18 a 40 años, el 86% estaba de acuerdo en que las personas LGBTQ+ debían ser tratadas de manera justa y no discriminadas, el 75% apoyaba el matrimonio entre personas del mismo sexo y el 63% apoyaba la legislación contra la discriminación.
En mayo de 2023, una encuesta mostró que el 60% de los habitantes de Hong Kong estaban de acuerdo con el matrimonio entre personas del mismo sexo.
En una encuesta realizada por CUHK en 2019, el 59% estuvo de acuerdo y el 9% en desacuerdo con que las personas transgénero deberían poder expresar libremente su género.

### Sector empresarial
Dado que la homosexualidad sigue siendo un tema delicado en Hong Kong, la discriminación basada en la orientación sexual en el sector empresarial no es desconocida. Los empleados LGBT suelen ser víctimas de diversos niveles de discriminación o acoso. La mayoría de las empresas no incluyen la orientación sexual en sus políticas de diversidad e inclusión. Y, sin una legislación que proteja a los empleados LGBT, la situación sigue sin resolverse. Esto también es válido para las corporaciones multinacionales. Aunque muchas empresas con sede en Estados Unidos o Europa en Hong Kong pueden tener políticas de no discriminación que protejan a sus empleados LGBT en sus países de origen, la mayoría no adopta tales prácticas en Hong Kong. Este fenómeno hace que muchos empleados locales e incluso expatriados sean vulnerables a la discriminación.
Durante muchos años, importantes grupos defensores, como Community Business, han trabajado para promover y promover la extensión de políticas de no discriminación en el sector empresarial para las minorías LGBT. Sólo un número limitado de empresas multinacionales han adoptado explícitamente tales políticas, a saber, Goldman Sachs e IBM.